# Heiligdomsvaart

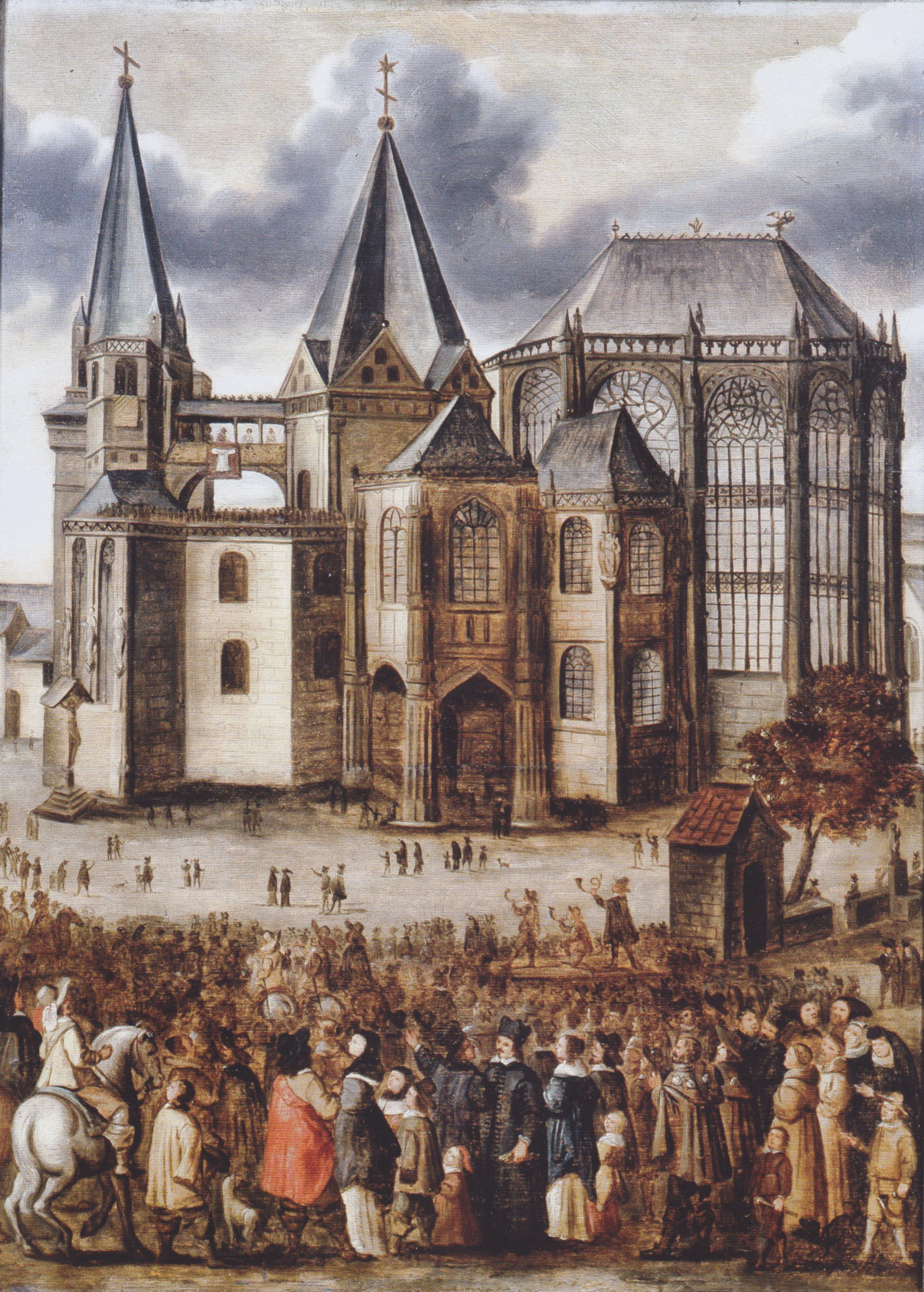
Heiligdomsvaart in Aken, 1622. Het kleed van Maria wordt getoond vanaf de galerij tussen de torens

Een heiligdomsvaart is een reis naar een bepaald heiligdom, een religieus evenement, dat meestal eens in de zeven jaar plaatsvindt. Het gaat steeds om een bedevaart waarbij de plaatselijke relieken ('heiligdommen') centraal staan. Deze worden tijdens een ommegang, of tijdens een reliekentoning buiten of in de kerk, aan de pelgrims getoond. Een heiligdomsvaart wordt met tussenpozen, maar met een vaste regelmaat van zeven jaar, gehouden. Een jaarlijks terugkerende stadsprocessie wordt niet tot de heiligdomsvaarten gerekend.

## Geschiedenis

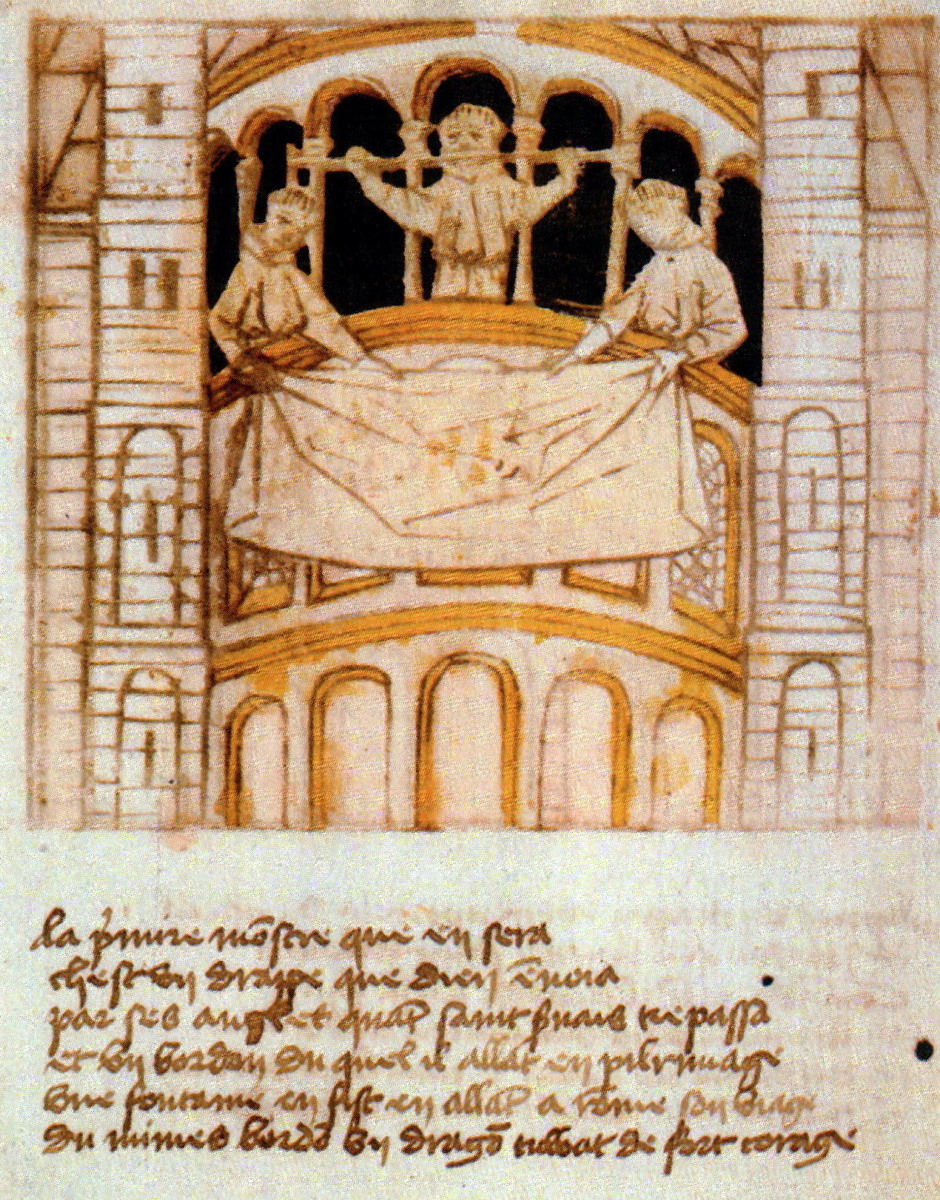
Reliekentoning vanaf de dwerggalerij van de Sint-Servaaskerk in Maastricht (Blokboek van Sint-Servaas, ca. 1460)

Het is niet bekend waar en wanneer het fenomeen van de heiligdomsvaart is ontstaan. Aangenomen mag worden dat de toning van relieken samenhangt met de aan de relieken van een bepaalde heilige toegeschreven macht om te genezen, of rampen af te wenden. De oudste vermeldingen van zulke evenementen stammen uit de middeleeuwen. Met het deelnemen aan een heiligdomsvaart en het zien of aanraken van relieken, konden in de late middeleeuwen aflaten worden verdiend, waarmee gelovigen hoopten na hun overlijden eerder uit het vagevuur verlost te worden en in de hemel te komen. De toestroom van duizenden (in sommige gevallen tienduizenden) pelgrims tijdens een heiligdomsvaart vormde intussen een belangrijke bron van inkomsten voor de organiserende kerk en een impuls voor de lokale economie.
Vanaf de 14e eeuw werd in de Onze-Lieve-Vrouwebasiliek in Tongeren om de zeven jaar tijdens de heiligdomsvaart een aantal relieken getoond aan pelgrims, gedurende 16 dagen vanaf de woensdag na het feest van Maria-Visitatie op 2 juli. De laatste heiligdomsvaart vond in Tongeren plaats in 1790, waarna de Franse bezetters geen reliekentoning meer toestonden. Eind 19e eeuw werd de Tongerse traditie hersteld. In 1391 werd voor het eerst melding gemaakt van een toning van relieken in Maastricht. In het 15e-eeuwse Blokboek van Sint-Servaas zijn afbeeldingen te zien van de toning van onder andere de later, in 1579, tijdens het Beleg van Maastricht verloren gegane 'hemelse doeken', vanaf de dwerggalerij boven de apsis van de Sint-Servaasbasiliek. De Maastrichtse heiligdomsvaart werd ook wel 'Aixter Vaert', of 'Akener Vaart' genoemd, omdat deze gelijktijdig met de Akense heiligdomsvaart eens in de zeven jaar plaatsvond. Tienduizenden pelgrims bezochten deze heiligdomsvaarten. Vanaf de 16e eeuw ging het bergafwaarts, vanwege de Reformatie, godsdienstoorlogen en epidemieën. Na het Beleg van Maastricht (1632) en de gedeeltelijke inlijving van het bestuur bij de protestantse Republiek der Verenigde Nederlanden, werd de openbare heiligdomsvaart verboden. Pas in de tweede helft van de 19e eeuw werd de traditie, aanvankelijk illegaal vanwege het eerst in 1983 formeel opgeheven processieverbod, hersteld. De heiligdomsvaarten van Hoei en Hasselt dateren niet uit de middeleeuwen, maar respectievelijk van 1656 en 1682. Sinds 1988 is er een euregionaal samenwerkingsverband tussen een aantal Belgische en Nederlandse plaatsen waar heiligdomsvaarten plaatsvinden.

## Bekende heiligdomsvaarten

### Nederland
De bekendste Nederlandse heiligdomsvaart is de zevenjaarlijkse heiligdomsvaart van Maastricht, waarbij het aanvankelijk voornamelijk ging om de relieken en reliekhouders van Sint-Servaas, maar waarin tegenwoordig ook die van de andere stadsdevoties en buursteden een plaats hebben. De reliekentoning vindt niet meer plaats vanaf de dwerggalerij van de Sint-Servaaskerk, zoals in de middeleeuwen, maar in de twee hoofdkerken en tijdens een tweetal ommegangen door het centrum van de stad, waarbij de belangrijkste reliekhouders, de 'Servatiana' en de vier 'stadsdevoties' worden meegedragen. De laatste heiligdomsvaart in Maastricht vond plaats in 2018. Een andere plaats in Nederland met een heiligdomsvaart is Susteren, waar de laatste heiligdomsvaart plaatsvond in 2022. In Susteren wordt traditioneel een mirakelspel opgevoerd en trekt een historische reliekenstoet door de straten van het stadje, waarbij de relieken worden meegevoerd van de in Susteren bewaarde 8e- en 9e-eeuwse heiligen Gregorius van Utrecht, Alberik I van Utrecht, Amelberga van Susteren en koning Zwentibold's dochters Benedicta en Cecilia. In Delft wordt vanaf 1990 een jaarlijkse processie gehouden, die gezien wordt als een voortzetting van een middeleeuwse heiligdomsvaart.

### België
In België vinden heiligdomsvaarten plaats in Tongeren (vanaf 1890 Kroningsfeesten genoemd), Hasselt (Virga Jessefeesten), Sint-Truiden (Trudofeesten), Hoei (Fêtes Mariales) en Doornik (Grande Procession). Met uitzondering van de laatste vinden deze festiviteiten weliswaar om de zeven jaar plaats, maar betreft het niet zo zeer reliekentoning als heiligenverering. Daarbij spelen de eeuwenoude beelden van die heiligen een rol. Om die reden wordt de benaming 'zevenjaarlijkse feesten' gebruikt. De uit de 11e eeuw daterende Grande Procession van Doornik betreft wel een reliekenprocessie, die echter, anders dan in het Maasland, jaarlijks plaatsvindt. De heiligdomsvaarten en zevenjaarlijkse feesten van Susteren (2020 - uitgesteld omwille van de Covid-19-pandemie), Aken en Kornelimünster (2021), Tongeren (2023), Hasselt en Stavelot (2024), Maastricht (2025), Hoei (2026), Sint-Truiden (2026) volgen elkaar op.

### Duitsland
In Duitsland zijn de heiligdomsvaarten (Heiltumsweisung of Heiligtumsfahrt) van Aken, Kornelimünster en Mönchengladbach bekend. De meest recente heiligdomsvaarten in Aken en het nabije Kornelimünster vonden plaats in 2023. Vanouds zijn deze twee heiligdomsvaarten aan elkaar gekoppeld. In Aken zijn de belangrijkste relikwieën de vier heilige doeken, die in het beroemde Mariaschrijn worden bewaard: de babywindselen van Jezus, de lendendoek van Jezus, het kleed van Maria en de onthoofdingsdoek van Johannes de Doper. In Kornelimünster gaat het om een drietal doeken: het schort dat Jezus bij de voetwassing voorafgaand aan het Laatste Avondmaal zou hebben gedragen, de grafdoek, waarin zijn lichaam was gewikkeld, en de bijbehorende zweetdoek (sudarium). Deze doeken worden in Kornelimünster nog steeds vanaf een speciaal voor dat doel gebouwde galerij van de laat-middeleeuwse kapittelkerk getoond. In Mönchengladbach is het belangrijkste relikwie eveneens een doek: het tafellaken dat bij het Laatste Avondmaal gebruikt zou zijn. Mogelijk had Trier vroeger eveneens een heiligdomsvaart. Daar werden de belangrijkste relieken vanaf een speciaal voor dat doel gebouwde tribune vóór het westkoor aan de pelgrims op het Domplein getoond.

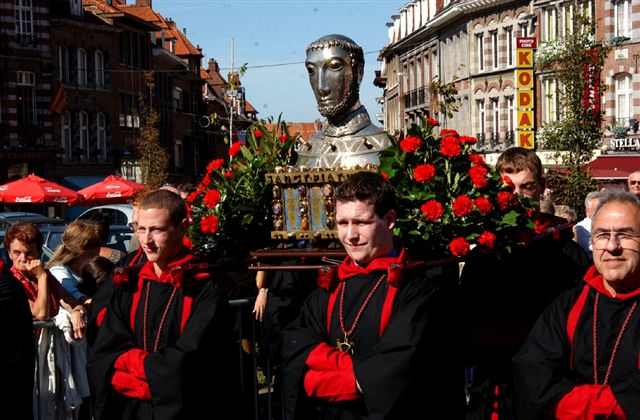
Een van de vele reliekbustes in de Grande Procession van Doornik, 2006
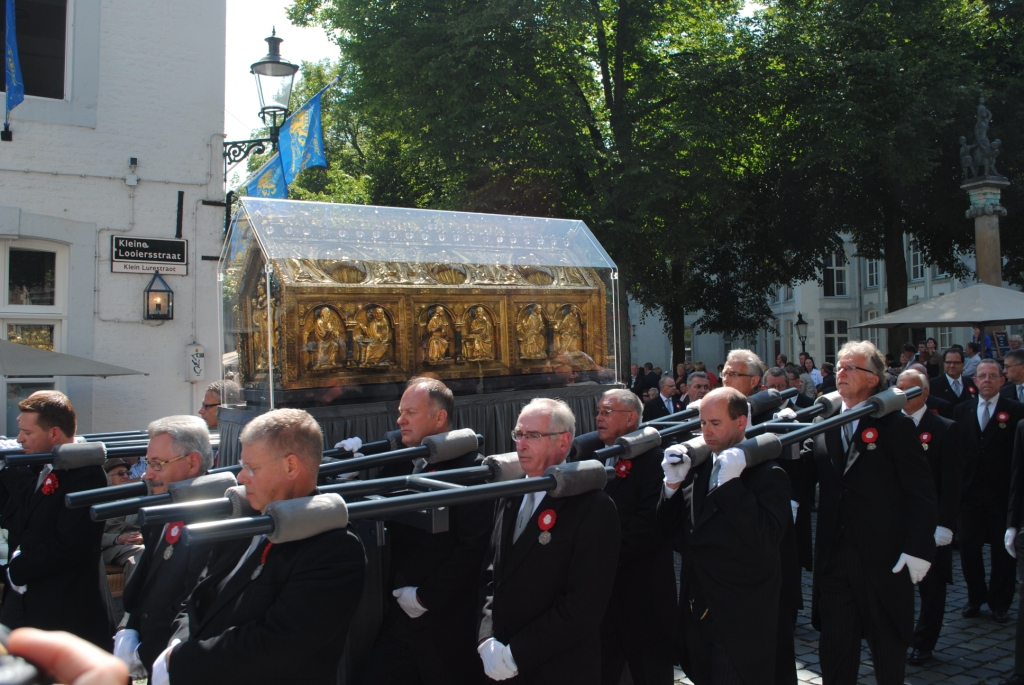
De Noodkist in de ommegang tijdens de heiligdomsvaart in Maastricht, 2011
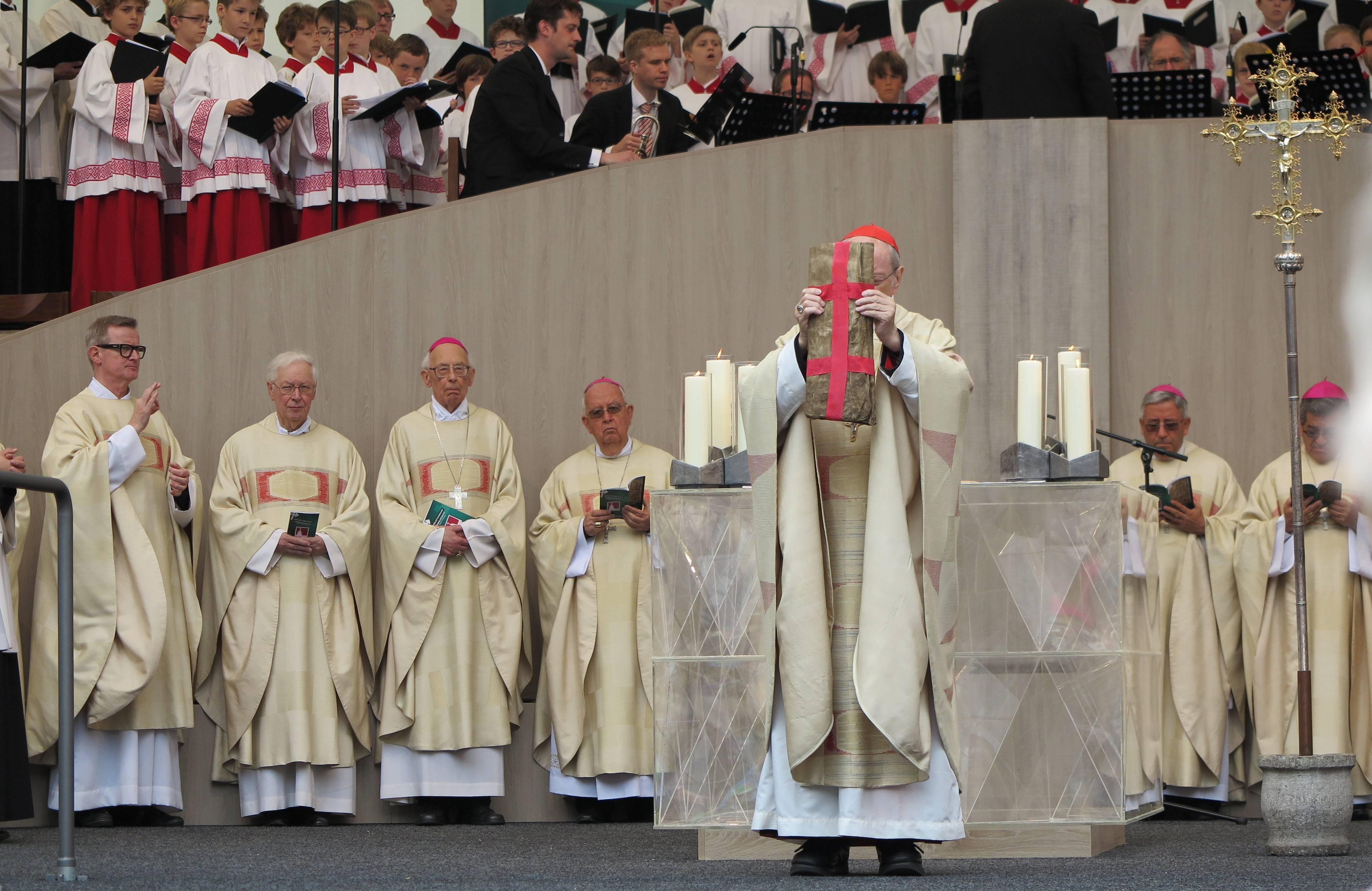
Toning van de lendendoek van Jezus tijdens de heiligdomsvaart in Aken, 2014
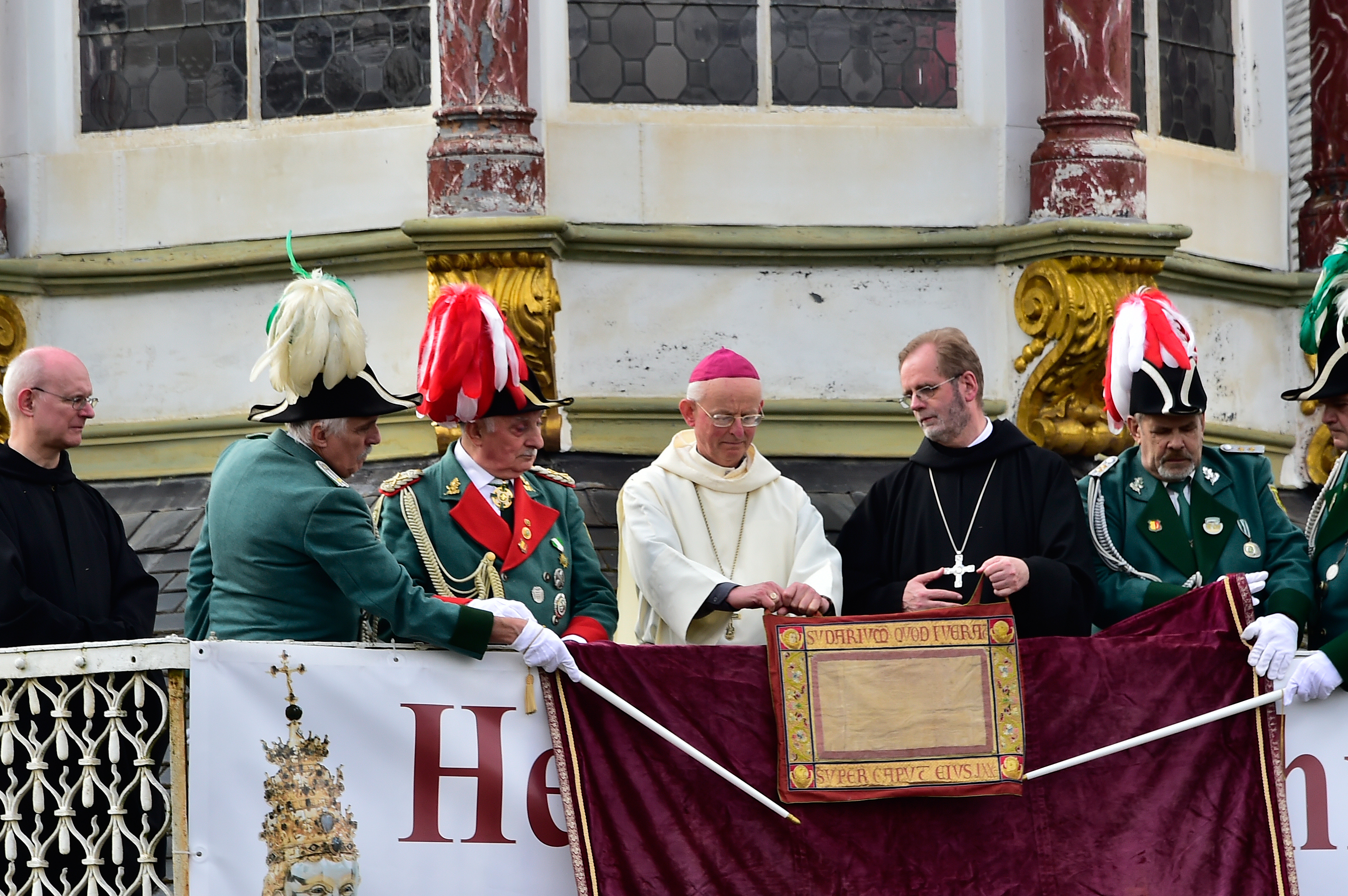
Toning van de zweetdoek van Jezus (sudarium) in Kornelimünster, 2014